# Güell (riu)
El Güell és un riu del Gironès, afluent del Ter pel marge dret. Neix en el municipi d'Aiguaviva amb la confluència del Torrent de Can Garrofa i del Rec de Can Gibert. Passa pel municipi de Vilablareix, prop del nucli del Perelló, pel barri de Sant Narcís de Girona per després endinsar-se dins el poble de Santa Eugènia de Ter per la seva part oriental on rep la riera Masrocs, abans de ser desviada també hi desembocava la riera de la Massana. Antigament desembocava a l'Onyar, al nord-est del Parc de la Devesa però actualment desguassa les seves aigües directament al riu Ter, al sud-oest del mateix parc.